# Heilig Hartbeeld (Rimburg)
Het Heilig Hartbeeld is een standbeeld in de Nederlandse plaats Rimburg, in de provincie Limburg.

## Achtergrond
Na de heiligverklaring van Margaretha-Maria Alacoque in mei 1920 nam de Heilig Hartverering een vlucht en werden veel Heilig Hartbeelden opgericht. Het beeld in Rimburg werd op 18 april 1922 onthuld en ingezegend. Het beeld staat in een perk bij hoeve De Kruisstraat, op het punt waar de Rinckberg, Brugstraat en Palenbergerweg samenkomen. De hoeve is sinds 1967 een rijksmonument.

## Beschrijving
Het beeld toont een staande Christusfiguur met kruisnimbus. Hij is gekleed in een gedrapeerd gewaad en omhangen met een mantel. Hij houdt zijn beide handen, met in zijn palmen de stigmata, uitnodigend uitgestoken. Op zijn borst is het Heilig Hart zichtbaar, omgeven door een stralenkrans als bladeren van een bloem. Op de sokkel is het IHS-monogram aangebracht.